# Raa-Besenbek
Raa-Besenbek település Németországban, Schleswig-Holstein tartományban. Lakosainak száma 546 fő (2023. december 31.).

## Népesség
A település népességének változása:
| Lakosok száma | 529  | 555  | 552  | 525  | 538  | 546  |
|               | 1975 | 2017 | 2019 | 2021 | 2022 | 2023 |